# イェンス・シュレーダー
イェンス・シュレーダー（Jens Schrøder, 1909年11月6日 - 1991年8月10日）は、オーストリア出身の指揮者。

## 人物・来歴
オーストリア＝ハンガリー帝国領シュレージエンのビーリッツの生まれ。1927年にプラハに留学してニコライ・マルコに指揮法を学び、ウィーンやパリ等に遊学した。1934年にデンマーク放送交響楽団に客演して指揮活動を始め、1943年にオールボー市管弦楽団（後にオールボー交響楽団）を創設して1979年まで首席指揮者を務めた。その後は、国内はもとよりノルウェー、スウェーデン、イギリス、ポーランド、オランダ、アメリカ合衆国等の各国のオーケストラに客演した。1968年からは、ニコライ・マルコ国際指揮者コンクールの審査員を務めていた。
オールボーにて死去した。